# Risley Park Lanx
Die Risley Park Lanx war eine große spätantike Lanx aus Silber. Das Stück wurde im Jahr 1729 in Risley Park, Derbyshire, gefunden. Es war verziert und auf der Rückseite mit einer Inschrift versehen und wird ins 4. Jahrhundert n. Chr. datiert.

## Das Original
Die rechteckige Platte ist nach ihrer Entdeckung in mehrere Stücke zerbrochen. In einer frühen Vorlage von William Stukeley mit einem Stich von Gerard Vandergucht ist das Aussehen der damals noch vorhandenen Fragmente überliefert. Auch diese Teile, die weniger als die Hälfte der Lanx ausmachten, sind danach verlorengegangen.
Die Lanx hatte vermutlich eine Breite von etwa 51 cm und eine Breite von etwa 38 cm, das zentrale Feld mit dem Jagdmotiv war etwa 18 cm lang, das Gewicht der Überreste betrug angeblich sieben pounds. Die Platte hatte einen geperlten Rand.
Das Mittelmedaillon trug das Motiv einer Eberjagd mit zwei Jägern, drei Hunden und einem Wildschwein. Von den Randfeldern ist eine Ecke mit einer Büste erhalten gewesen. Weitere Bereiche des Randes waren mit bukolischen Szenen und Jagdmotiven versehen.
Auf der Unterseite befand sich ein rechteckiger Fuß, außerhalb dessen eine Inschrift angebracht war. Diese lautet: Exsuperius episcopus ecclesiae Bogiensi dedit, gefolgt von einem Christogramm (Bischof Exsuperius schenkte dies der Kirche der Bogienser). Eine eindeutige Zuweisung zu einer Bischofspersönlichkeit und einer Gemeinde war bislang nicht möglich.

## Die Fälschung
Im Jahr 1991 legte der Vater des Kunstfälschers Shaun Greenhalgh eine verzierte rechteckige Schale vor, die mit gleichartigen (und weiteren) Motiven verziert war. Diese wurde 1992 von amerikanischen Mäzenen erworben und dem British Museum übergeben. Sie ist dort aktuell nicht ausgestellt.